# Fästampen
För andra betydelser av ordet, se Fästampen (platsnamn)

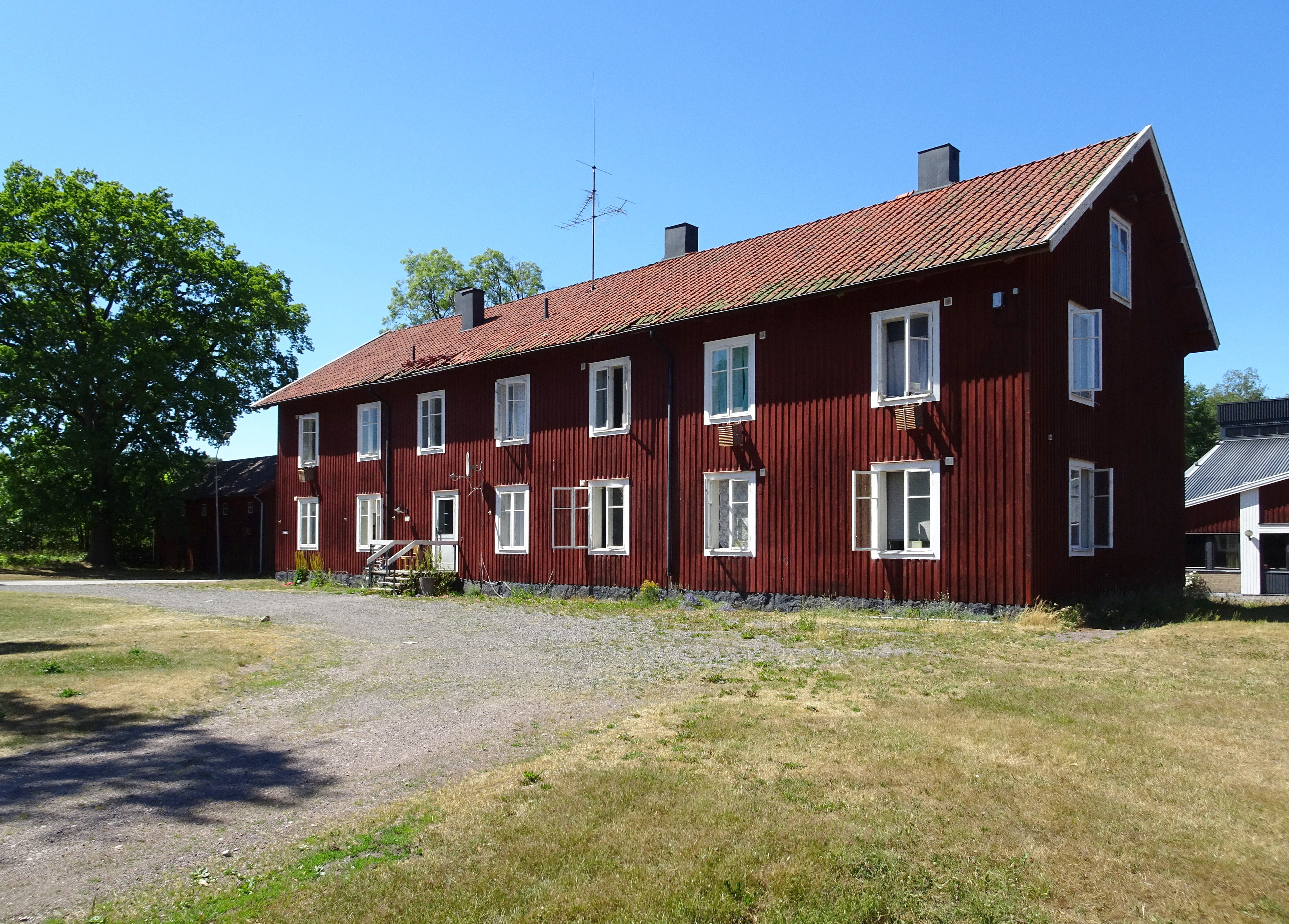
Fästampen, juni 2018.

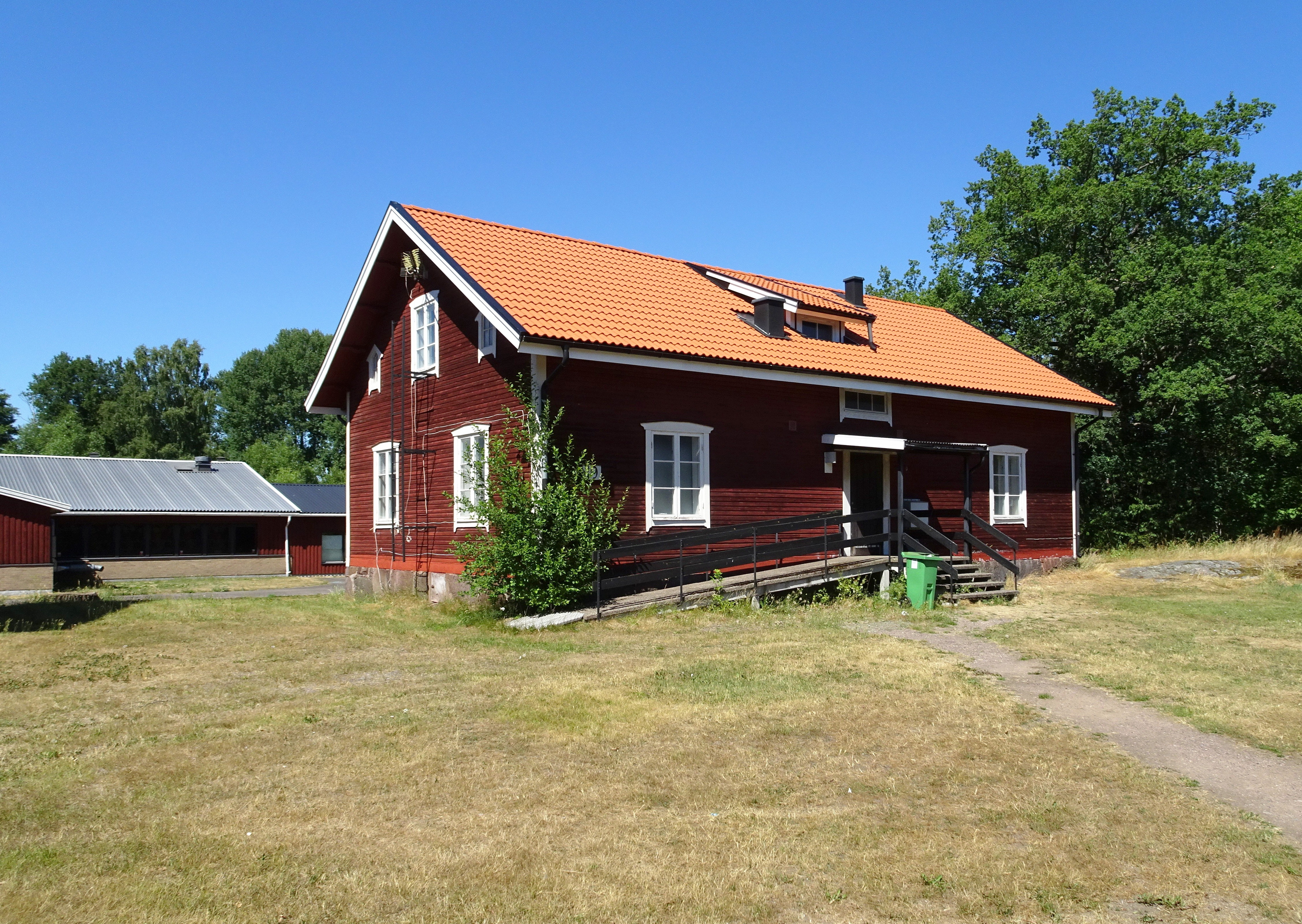
Snokaboet, juni 2018.

Fästampen och Snokaboet är före detta glasarbetarbostäder i Orrefors, Hälleberga socken, Nybro kommun i Kalmar län. 

## Historik
Fästampen byggdes 1898, i samband med att Orrefors glasbruk etablerades. Ursprungligen fanns det tio stycken en- och tvårumslägenheter i huset. Fästampen är ett välbevarat exempel på ursprunglig bebyggelse i bruksmiljö. Intill ligger ytterligare en arbetarbostad som kallas "Snokaboet" som har sitt namn efter glasblåsare som ibland kallades ”hyttsnokar”. Området med husen och ekonomibyggnader är skyddade som riksintresse för kulturmiljövård.
Husets namn, Fästampen, härrör från den tid då det låg en benstamp bakom huset. I den framställdes benmjöl genom att man krossade (stampade) ben från kreatur (fä). Vapnebäcksån, som i dag rinner cirka 150 meter norr om Fästampen, hade tidigare sitt lopp alldeles bakom huset och vattenkraften utnyttjades för att driva benstampen. Åns nuvarande dragning grävdes på 1920-talet.
Arbetarna som bodde i huset betalade ingen hyra till bruket och de hade även fri ved. Mästarna på bruket kunde få bo i två rum och kök, men de vanliga arbetarna bodde i enrumslägenheter, ofta också med delat kök. Arbetarbostäderna vid denna tid bågnade av barn – exempelvis bodde träullshyvlarens familj med tio personer i ett rum och kök.
Silversparregatan, där Fästampen ligger, är uppkallad efter Lars Johan Silfversparre, som grundade Orrefors järnbruk 1726.
I dag är Fästampen bostad åt blivande glasblåsare och glaskonstnärer, då eleverna vid Riksglasskolan bor i huset. Sommartid har även Orrefors Bed & Breakfast och Glasriket vandrarhem sin verksamhet i Fästampen.